# مورامفيا
مورامفيا هي مدينة واقعة في وسط بوروندي تقريباً، وهي عاصمة مقاطعة مورامفيا. وتبعد مسافة 35 كم تقريباً شرقي العاصمة بوجومبورا. بلغ عدد سكانها 5,458 نسمة عام 2008. وبلغ عدد سكان مقاطعة مورامفيا 81,257 عام 2008، وأصبح العدد 89,361 نسمة عام 2011.